# Туганівський заказник
Тугані́вський зака́зник — лісовий заказник загальнодержавного значення в Україні. Розташований у Звягельському районі Житомирської області, на південний захід від села Ярунь, при річці Жолоб'янці (притока річки Церем). 
Під природоохоронну територію виділено ділянку лісу площею 245 га. Статус присвоєно 1974 року. Перебуває у віданні ДП «Новоград-Волинське ДЛМГ» (Ярунське лісництво, кв. 20, 21, 23, 25, 26). 
Охороняється масив дубово-грабового лісу зі старими дубами. У трав'яному покриві переважають зірочник лісовий, маренка запашна, барвінок, на зволожених місцях — розрив-трава звичайна. Трапляються ділянки вільшняків та невеликі болітця. Нешироку заплаву річки Жолоб'янки займають осокові болота. В заказнику зростає кілька видів орхідних, занесених до Червоної книги України: зозулині сльози яйцеподібні, любка дволиста, гніздівка звичайна.